# Tesauro Agustiniano
Tesauro Agustiniano es un diccionario biográfico y bibliográfico de la Orden de San Agustín, fundada en 1244, y de la Orden de Agustinos Recoletos, nacida en el capítulo de la provincia de Castilla, celebrado en el convento San Agustín, de Toledo, el año 1588, con inclusión de las respectivas ramas femeninas. Abarca España, Portugal, Iberoamérica y Filipinas.

## Origen y fundamento
Como obra esclarecedora de autores y personajes, de títulos y documentos, de fuentes y bibliografía está inspirada en autores clásicos de la historiografía española - Nicolás Antonio, Dionisio Hidalgo, Cristóbal Pérez Pastor, Mario Méndez Bejarano, Francisco Vindel, Julián Martín Abad, etc. -, portuguesa - Diogo Barbosa Machado, Domingos Vieira, etc. -, chilena - José Toribio Medina -, y agustiniana: Nicolás Crusenio, José Massot, Tomás de Herrera, Andrés de San Nicolás, José Lanteri, Bonifacio Moral, Tirso López Bardón, Gregorio de Santiago Vela, Francisco Sádaba, Pedro Fabo, Isacio Rodríguez Rodríguez, y Jesús Álvarez Fernández.

## Mecenazgo, suscriptores y filántropos
Solo los cuatro primeros tomos de Tesauro Agustininiano, hasta la llegada del COVID-19 -marzo 2020-, contaron con el mecenazgo de Uni Cervantes- Fundación Universitaria Archivado el 6 de octubre de 2014 en Wayback Machine., de Bogotá (Colombia), institución dedicada a la formación humana, académica y cultural de los ciudadanos. No obstante, el proyecto ideado por Rafael Lazcano, ha seguido adelante con el respaldo de filántropos y suscriptores, además del apoyo de los respectivos presidentes del Institutum Historicum Augustinianum e Institutum Historicum Augustinianorum Recollectorum.

## Vida, obra y bibliografía
Información bio-bibliográfica actualidad, objetiva y crítica de unos cinco mil personajes, varios de ellos de gran calado cultural, como Fray Luis de León, Enrique Flórez, Agustín de Coruña, Santo Tomás de Villanueva, Alonso de Veracruz, Tomás Cámara, Nicolás Castellanos, José de la Canal, Diego de Carmona Bohórquez, Agustín de Castro, Eugenio Ceballos, Pedro Centeno, Gilbert Luis Centina, Mateo Colom Canals, Lope Cilleruelo, Francisco Cornejo, Bonifacio Díez Fernández, Manuel Díez González, Payo Afán Enríquez de Ribera Manrique de Lara, Gabriel del Estal Gutiérrez, Santiago Ezcurra, Juan Farfán, Lope Fernández de Minaya,  Juan Fernández de Rojas, Bartolomé Fontcalda, Manuel Fraile Miguélez, Amador del Fueyo,  Abilio Gallego, Francisco de Gamboa, Felipe de la Gándara, Diego Tadeo González (Delio), Juan de Grijalva, Alonso Gudiel, Juan de Guevara, Miguel de Guevara, Bartolomé Gutiérrez, Gonzalo de Hermosillo, Gerardo Herrero, Tomás de Herrera, Juvencio Hospital, Bruno Ibeas, Inés de Benigánim, Eudald Jaumeandreu, Jaime Jordán, José Demetrio Jiménez Sánchez-Mariscal, Josefa de Jovellanos, Juan de Alarcón, Juan de Sahagún, Braulio Justel Calabozo, José Luis Lacunza, José Laínez, Pedro Langa Aguilar, Rafael Lazcano, José Laínez, Fray Luis de León, Martín de León y Cárdenas, Andrés Llordén, José Ángel López Ortiz,  José Agustín de Macedo, Magdalena de Nagasaki, Miguel Maiques, Pedro Malón de Chaide, Pedro Manrique de Lara, Pedro Manso, etc. Asimismo, incluye, escritores, pensadores, catedráticos, gramáticos, historiadores, músicos, artistas, y otros que reclaman mayor estudio y conocimiento por sus aportaciones en lingüística, música, pintura, numismática, y botánica. El ámbito geográfico comprende España, Portugal, Iberoamérica y Filipinas.

## Edición impresa
Tesauro Agustiniano, en su edición impresa, consta de los siguientes tomos:
- Tomo 1: Abad - Álvarez de Juan. ISBN 978-84-09-00917-6
- Tomo 2: Álvarez de Toledo - Asensio Aguirre. ISBN 978-84-09-03057-6
- Tomo 3: Asensio Barroso - Burgos Merino. ISBN 978-84-09-08168-4
- Tomo 4: Burón Álvarez - Castellanos Franco. ISBN 978-84-09-14127-2
- Tomo 5: Castelló - Díez García. ISBN 978-84-09-18686-0
- Tomo 6: Díez González - Fernández González. ISBN 978-84-09-21974-2
- Tomo 7: Fernández González - García de Arriba. ISBN 978-84-09-26407-0
- Tomo 8: García de la Fuente - Gotor. ISBN 978-84-09-26957-0
- Tomo 9: Gouvea - Jerónimo de San Esteban. ISBN 978-84-09-36457-2
- Tomo 10: Jerónimo de San José - León. ISBN 978-84-09-36460-2
- Tomo 11: León, Fray Luis de. ISBN 978-84-09-42692-8
- Tomo 12: León Almaraz - Manso. ISBN 978-84-09-42694-2

## Comentarios y valoraciones
- Álvarez Gutiérrez, Luis. (2019). Tesauro Agustiniano: Un monumento a la bio-bibliografía ibérica, americana y de Filipinas. En: Anuario de Historia de la Iglesia, 28: 405-416. ["... monumental obra investigadora de altos quilates ..."].
- Blanco Andrés, Roberto. (2019). Tesauro Agustiniano: Un monumento bio-bibliográfico de la Orden de San Agustín. En: Archivo Agustiniano, 103: 379-385. ["... potente herramienta de consulta por su precisión científica y rigor"].
- Blanco Andrés, Roberto. (2020). Tesauro Agustiniano. Una obra para perdurar. En Analecta Augustiniana, 83: 287-294. ["... biografías breves, con amplitud de contenidos, expuestas con sobriedad, riqueza narrativa y concesión..."].
- Blanco Andrés, Roberto. (2020). Tesauro Agustiniano. Tomos 1-3. En Hispania Sacra, 72: 623-624. ["Tesauro es todo un monumento literario, una creciente referencia que nace con vocación de clásico"].
- Capolino, Gino. (2022). Tesauro Agustiniano, vol. 10. En: Augustinus 67 (2022) 428-429. ["... monumental labor, llamada a perdurar a lo largo de los siglos"].
- González Marcos, Isaac. (2019). Tesauro Agustiniano: El Santiago Vela del tercer milenio. En: Revista Agustiniana, 60: 621-628. ["... vademécum agustiniano, ... monumento a la fe, la constancia, el esfuerzo y el método..."].
- González Marcos, Isaac. (2019). Tesauro Agustiniano, Vols. 4, 5, 6 y 7. En: Burgense, 61 (2020) 527-529. ["... enciclopedia, tesoro y vademécum agustiniano de todos los tiempos.... referente para cualquier estudio de investigación agustiniana ... Cada volumen es una joya. ... ingente trabajo tan necesario como primoroso ..."].
- González Marcos, Isaac. (2020). En: Archivo Ibero-Americano 80/290: 425-426. ["... biografías muy bien redactadas y equilibradas en su conjunto ..., huyendo tanto de la hojarasca como de la apología..."].
- González Marcos, Isaac. (2022). En: La Ciudad de Dios - Revista Agustiniana 235: 278-281. ["... Sorprende el riguroso método y la precisión de la cita siempre contrastada.... Obra de referencia obligada...."].
- González Marcos, Isaac. (2023). En: La Ciudad de Dios - Revista Agustiniana, 236: 246-247. ["... impresión cuidada, rastreada y con meticulosidad presentada toda la bibliografía posible de cada uno de los personajes ..."].
- Langa Aguilar, Pedro. (2023). Una gloria singular. En: Vida Nueva, n. 3316 (6-12 de mayo): 42. ["... páginas imprescindibles para conocer más a fondo al 'ruiseñor de la Flecha', y necesario instrumental para el ya próximo centenario de su nacimiento (1527-2027)..."].
- Louchez, Eddy. (2020). En: Revue d'histoire ecclésiastique, 115: 298-300. ["... Ce monument d'érudition s'adresse tant aux étudiants qu'aux chercheurs les plus aguerris en histoire du christianisme ..."].
- Martínez Cuesta, Ángel. (2018). Tesauro agustiniano: Un obra monumental por su riqueza informativa y rigor metodológico. En: Recollectio, 41: 337-339; Mayéutica, 44/97: 234-236. [..."la información es siempre precisa y completa..."].
- Martínez Cuesta, Ángel. (2019). En: Augustinus, 64: 458-459. ["... la vastedad y heterogeneidad de las fuentes consultadas por el autor son admirables, así como la perspicacia con que ha sabido examinarlas..."].
- Martínez Cuesta, Ángel. (2020). Tesauro Agustiniano. Vols. 4 y 5. En: Recollectio, 43 (2020) 360-262: 360. ["... gran obra, destinada a dejar huella profunda en la historiografía agustiniana ..."].
- Martínez Cuesta, Ángel. (2021). Tesauro Agustiniano. Vols. 6 y 7. En: Augustinus, 66: 256-258. ["... este precioso Tesauro bibliográfico ... bien merece el calificativo de monumental"].
- Martínez Cuesta, Ángel. (2021). Tesauro Agustiniano. Vols. 6, 7 y 8. En: Recollectio, 44: 359-360.[.. exigencia, seriedad y meticulosidad... "].
- Morillo Rey, Pablo Antonio. (2021). Tesauro Agustiniano. Vol. 5. En: Isidorianum, 30: 251-252. [" ... investigación minuciosa... completo y sintético estudio acerca de cada vida, obra y pensamiento sobre los autores reseñados... obra indispensable..."].
- Rodríguez Díez, José. (2018). Tesauro Agustiniano (Macroproyecto de Diccionario). En: La Ciudad de Dios, 231(1): 415-421. ["... de rico y exhaustivo contenido..."].
- Sánchez-Andrés, María. (2021). Tesauro Agustiniano. Vol. 8. En: Augustinus, 66: 471-472. ["... monumental y magistral obra..."].
- Sánchez-Andrés, María. (2022). Tesauro Agustiniano. Vol. 9. En: Augustinus, 67: 181-182. [... obra de gran valor e interés... llamada a perdurar a lo largo de los siglos"].
- Valdivieso Sanz, Rafael. (2019). Tesauro Agustiniano. En: Carthaginensia, 35: 580-581. ["... repertorio muy útil y necesario..."].
- Verd, Gabriel M. (2018). Tesauro Agustiniano. Vols. 1 y 2. En: Archivo Teológico Granadino, 81: 532-534. ["... biografías vivas, legibles y contextualizadas..."].
- Verd, Gabriel M. (2019). Tesauro Agustiniano. Vols. 3 y 4. En: Archivo Teológico Granadino, 82: 155-157. ["... monumento intelectual..."].
- Verd, Gabriel M. (2021). Tesauro Agustiniano. Vols. 5 y 6. En: Proyección, 68: 109-110. ["Las biografías son extensas, muy detalladas y claras; y las fichas bibliográficas, que contienen las obras de cada autor y los estudios sobre él, están realizadas con profesionalidad... Obra necesaria en los centros de investigación, no solo en los teológicos, sino también en los ámbitos de la historia (eclesiástica y civil), de las humanidades y de las ciencias"].
- Verd, Gabriel M. (2022). Tesauro Agustiniano. Vols. 7 y 8. En: Archivo Teológico Granadino, 85: 220-222. ["... obra verdaderamente ciclópea"].
- Verd, Gabriel M. (2023). Tesauro Agustiniano. Vol. 9. En: Archivo Teológico Granadino, 86: 318-319. ["... la misma metodología y el mismo rigor de los tomos anteriores... gran obra bibliográfica, indispensable en el mundo académico"].